# Saison 2014-2015 de l'AS Monaco FC
Maillots
Chronologie
Saison précédente Saison suivante
La saison 2014-2015 de l'AS Monaco est la cinquante-sixième saison du club en championnat de France de Ligue 1. Elle fait suite à la saison 2013-2014 du club qui a vu les Monégasques terminer à la 2e place et se qualifier pour la Ligue des champions dix ans après leur dernière participation.
Il s'agit de la première saison de Leonardo Jardim à la tête de l'équipe. Il a été recruté au Sporting Portugal pour succéder à Claudio Ranieri.

## Avant-saison

### Matchs amicaux
Après la reprise le 30 juin, un stage d'une semaine à Klagenfurt en Autriche est prévu par le staff de Leonardo Jardim. L'équipe dispute également six rencontres de préparation. Outre des matchs contre les amateurs autrichiens de Sankt Veit an der Glan et un déplacement à Parme, l'AS Monaco participe à deux compétitions amicales pour préparer sa saison 2014-2015 : la Copa EuroAmericana 2014 en juillet face à deux clubs colombiens : Junior FC et l'Atlético Nacional et l'Emirates Cup 2014 début août où elle sera opposée à Valence et Arsenal.
| Rang | Équipe           | Pts | J | G | N | P | Bp | Bc | Diff |
| ---- | ---------------- | --- | - | - | - | - | -- | -- | ---- |
| 1    | Valence CF       | 9   | 2 | 1 | 1 | 0 | 5  | 3  | +2   |
| 2    | Arsenal FC       | 8   | 2 | 1 | 0 | 1 | 5  | 2  | +3   |
| 3    | AS Monaco        | 7   | 2 | 1 | 1 | 0 | 3  | 2  | +1   |
| 4    | Benfica Lisbonne | 2   | 2 | 0 | 0 | 2 | 2  | 8  | -6   |

## Transferts

### Mercato estival
Malgré la 2e place acquise la saison précédente, Claudio Ranieri quitte le banc de l'AS Monaco. Il est remplacé par Leonardo Jardim, recruté au Sporting Portugal. La première recrue du mercato estival est annoncé le 6 juin avec la signature de Paul Nardi pour cinq saisons. Gardien de but, ce dernier passera néanmoins la saison en prêt à l'AS Nancy Lorraine, son club formateur. Déjà présent au club en 2013-2014, Fabinho est à nouveau prêté par Rio Ave pour une saison supplémentaire le 4 juillet. Également présent au club les six mois précédents, Aymen Abdennour est quant à lui transféré définitivement et s'engage pour quatre ans. Le 28 juillet, le club annonce le recrutement du Rennais Tiémoué Bakayoko pour une durée de cinq ans. Le 7 août, l'ASM se fait prêter pour une saison avec option d'achat Bernardo Silva, jeune milieu de terrain qui évolue au Benfica Lisbonne. Même chose deux jours plus tard avec le gardien Maarten Stekelenburg qui arrive de Fulham pour seconder Danijel Subašić. Le 23 août, le jeune défenseur central brésilien Wallace est prêté avec option d'achat par le SC Braga.
À la recherche de temps de jeu, le milieu de terrain Jessy Pi est prêté pour une saison à Troyes le 27 juin, l'attaquant Tafsir Chérif rejoint Auxerre le 30 juin et le défenseur Yarouba Cissako le SV Zulte Waregem. Dans le cadre d'un partenariat avec l'AC Arles-Avignon, les jeunes Quentin Ngakoutou et Fawzi Ouaamar sont prêtés pour une saison. Le 8 juillet, le club annonce que le prêt de Delvin Ndinga à l'Olympiakós Le Pirée est renouvelé pour une saison supplémentaire. Cadre en 2013-2014 mais craignant pour son temps de jeu sur le Rocher, Mounir Obbadi est prêté avec option d'achat à l'Hellas Vérone le 15 juillet 2014. D'abord annoncé au RC Lens au début du mois, Marcel Tisserand est finalement prêté pour une saison au Toulouse FC le 25 juillet. Le 20 août, Gaetano Monachello est prêté avec option d'achat au Virtus Lanciano en Serie B. Le 22, Edgar Salli est prêté pour une saison à l'Académica de Coimbra. Le 28, Jérémy Labor rejoint son ex-coéquipier Yarouba Cissako à Zulte Waregem. Le 1er septembre, dernier jour du mercato, Nicolas Isimat-Mirin est prêté avec option d'achat au PSV Eindhoven. Même chose quelques heures plus tard pour Radamel Falcao à Manchester United, signant la fin des ambitions du club de la Principauté.
En fin de contrat, Flavio Roma arrête sa carrière de joueur. Indésirables en Principauté, Andreas Wolf, Gary Kagelmacher et Nacer Barazite résilient leurs contrats le 2 juillet,. Le premier met fin à sa carrière alors que les deux autres rejoignent respectivement le TSV 1860 Munich et le FC Utrecht. Malgré une prolongation de contrat d'un an, Éric Abidal quitte le club quelques jours plus tard pour s'engager avec l'Olympiakós Le Pirée. Auteur d'une bonne saison en 2013-2014, Emmanuel Rivière attise les convoitises, ce qui lui permet de s'engager avec Newcastle United. D'abord cité à Arles-Avignon, comme plusieurs de ses coéquipiers, Tristan Dingomé s'engage finalement avec le Royal Mouscron-Peruwelz. Le 4 août, le club annonce la résiliation de contrat de Carl Medjani, deux ans avant son terme. N'entrant pas dans les plans du club, Axel Maraval est définitivement à l'AC Arles-Avignon, dans le cadre du partenariat entre les deux formations. Il est suivi quelques jours plus tard par Jérôme Phojo.
Meilleur buteur de la Coupe du monde 2014, James Rodríguez est transféré au Real Madrid CF le 22 juillet,. Le transfert serait estimé entre 80 et 90 millions d'Euros, vente record dans l'histoire du club et de la Ligue 1. Ce chiffre est également un des transferts les plus élevés de l'histoire du football.

### Mercato hivernal
En décembre, le vice-président de l'AS Monaco Vadim Vasilyev déclare que le mercato hivernal devrait être calme. Le 21 janvier 2015, l'ASM et le Benfica Lisbonne annoncent le transfert définitif de Bernardo Silva pour un montant de 15,75 millions d'Euros. Le Portugais s'engage alors jusqu'en juin 2019. Le 31 janvier, l'attaquant brésilien Matheus Carvalho est prêté avec option d'achat jusqu'à la fin de saison par Fluminense. Même chose quelques heures plus tard pour le Lorientais Alain Traoré.
En manque du temps de jeu à l'AJ Auxerre, le jeune Tafsir Chérif change de club et est prêté jusqu'à la fin de saison à l'US Orléans. Utilisé une seule fois depuis le début de saison, le défenseur espagnol Borja López rejoint le Deportivo La Corogne en prêt sans option d'achat le 29 janvier. Remplaçant depuis le début de saison, Lucas Ocampos est prêté avec option d'achat à l'Olympique de Marseille le dernier jour du mercato. Mis à l'écart, Dominique Pandor devait quant à lui être prêté au Paris FC mais le prêt n'a pas été homologué par la Ligue de football professionnel pour permettre à Ocampos de rejoindre Marseille, l'ASM ayant atteint sa limite de prêts en France,. Le 9 février, après la fin du mercato hivernal, l'AC Arles-Avignon annonce le retour de prêt de Quentin Ngakoutou à l'ASM, qui l'envoie finir la saison en Suisse, au Lausanne-Sport.

## Compétitions

### Coupe de France
La Coupe de France 2014-2015 est la 97e édition de la coupe de France, une compétition à élimination directe mettant aux prises tous les clubs de football amateurs et professionnels à travers la France métropolitaine et les DOM-TOM. Elle est organisée par la FFF et ses ligues régionales. L'ASM y fait son entrée en 32e de finale.

### Coupe de la Ligue
La Coupe de la Ligue 2014-2015 est la 21e édition de la Coupe de la Ligue, compétition à élimination directe organisée par la Ligue de football professionnel (LFP) depuis 1994, qui rassemble uniquement les clubs professionnels de Ligue 1, Ligue 2 et National. Depuis 2009, la LFP a instauré un nouveau format de coupe plus avantageux pour les équipes qualifiées pour une coupe d'Europe. Concernés cette saison, les Monégasques intègrent la compétition lors des 8e de finale

### Ligue des champions
La Ligue des champions 2014-2015 est la 60e édition de la Ligue des champions, la plus prestigieuse des compétitions européennes inter-clubs. Elle est divisée en deux phases, une phase de groupes, qui consiste en huit mini-championnats de quatre équipes par groupe, les deux premiers poursuivant la compétition et le troisième étant repêché en seizièmes de finale de la Ligue Europa. Puis une phase finale, décomposée en huitièmes de finale, quarts de finale, demi-finales et une finale qui se joue sur terrain neutre. En cas d'égalité, lors de la phase finale, la règle des buts marqués à l'extérieur s'applique puis le match retour est augmenté d'une prolongation et d'une séance de tirs au but s'il le faut. Les équipes sont qualifiées en fonction de leurs bons résultats en championnat lors de la saison précédente et le tenant du titre est le Real Madrid, vainqueur de l'Atlético de Madrid. Dix ans après sa dernière participation, l'AS Monaco fait son grand retour en Ligue des champions à l'occasion de la saison 2014-2015. Au vu des dernières rares performances de Monaco sur la scène Européenne, son coefficient UEFA pour le tirage au sort de la phase de poule est de 11,300. Soit le deuxième plus bas après Malmö FF et son 6,250. 
Placé dans le chapeau 4, le club Princier hérite d’un groupe très homogène. Il affrontera le Benfica Lisbonne, champion du Portugal issu du chapeau 1, le Zénith Saint-Pétersbourg, issu du chapeau 2 qui a sorti facilement (4-0 score cumulé) en barrages le Standard de Liège, et le Bayer Leverkusen, issu du chapeau 3 et tombeur largement du  FC Copenhague (7-2 score cumulé).

## Joueurs et encadrement technique

### Statistiques collectives
| Compétition         | Débute au tour   | Termine | Matches joués | Gagnés | Nuls | Perdus | Buts pour | Buts contre | Différence |
| ------------------- | ---------------- | ------- | ------------- | ------ | ---- | ------ | --------- | ----------- | ---------- |
| Ligue 1             | -                | -       | 0             | 0      | 0    | 0      | 0         | 0           | 0          |
| Coupe de France     | 1/32 de finale   | -       | 0             | 0      | 0    | 0      | 0         | 0           | 0          |
| Coupe de la Ligue   | 1/8 de finale    | -       | 0             | 0      | 0    | 0      | 0         | 0           | 0          |
| Ligue des champions | Phase de groupes | -       | 0             | 0      | 0    | 0      | 0         | 0           | 0          |
| Total               | -                | -       | 0             | 0      | 0    | 0      | 0         | 0           | 0          |